# William Ellery Channing (teologo)
William Ellery Channing (Newport, 7 aprile 1780 – Old Bennington, 2 ottobre 1842) è stato un teologo statunitense considerato il più importante predicatore dell'unitarianismo negli USA della prima metà del diciannovesimo secolo nonché uno dei principali teologi unitariani insieme a Andrews Norton.
Channing si fece conoscere grazie ai suoi sermoni e discorsi pubblici articolati e appassionati e divenne una personalità di spicco nell'ambito della teologia liberale dell'epoca. Il suo pensiero esercitò una grande influenza sui trascendentalisti della Nuova Inghilterra, questo sebbene fosse contrario alle loro idee che considerava estremiste. Il 5 maggio 1819, Channing tenne il sermone di ordinazione di Jared Sparks (il "sermone di Baltimora") presso la First Unitarian Church, in cui trattò di tutti i principi e i dogmi dell'unitarianismo che avrebbe portato, sei anni dopo, all'istituzione dell'American Unitarian Association, evolutasi nell'odierna Unitarian Universalist Association.

## Biografia

### Gioventù
Channing nacque il 7 aprile 1780 a Newport, nel Rhode Island da William Channing e Lucy Ellery. Era pronipote di William Ellery, uno dei firmatari della Dichiarazione d'indipendenza degli Stati Uniti d'America, vice governatore del Rhode Island, chief justice e cittadino influente. Quamino, un'ex schiava elevata di rango, si prese cura del giovanissimo William Ellery Channing e influenzò le sue posizioni in merito all'abolizionismo. Channing divenne un liberale del New England contrario alle dottrine calviniste della depravazione totale e dell'elezione divina.
Channing si iscrisse all'Harvard College in un momento di grande agitazione politica dovuta allo scoppio della rivoluzione francese. Egli scriverà:
Dopo essersi laureato per la prima volta nel 1798, fu eletto relatore sebbene gli fosse stato proibito dalla facoltà dell'Harvard College di menzionare la Rivoluzione e altri argomenti politici durante i suoi discorsi.

### Teologo

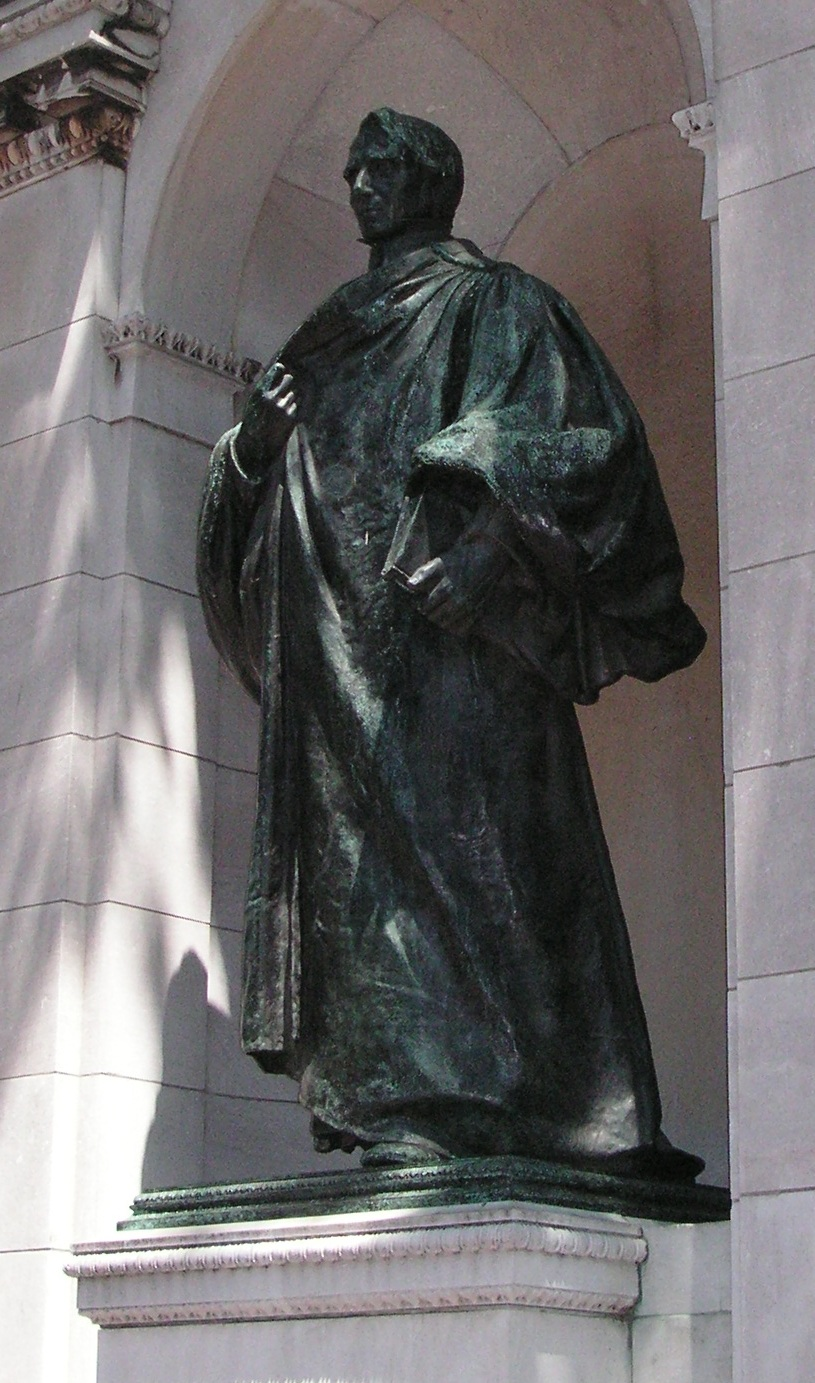
Statua di Channing presso il Boston Public Garden

In opposizione alla tradizionale ortodossia calvinista americana, Channing preferiva avere un rapporto gentile e amorevole con Dio. Si oppose al Calvinismo per:
(Channing 1957: 56.)
La lotta interiore di Channing continuò per due anni durante i quali visse a Richmond, in Virginia ove lavorò come tutore di David Meade Randolph, marito della scrittrice Mary Randolph. Giunse a definire la sua fede dopo un lungo periodo di riflessione e travaglio interiore. Channing fu eletto pastore della Federal Street Church di Boston nel 1803 mantenendo tale carica fino alla fine della sua vita. All'epoca si assistette all'accrescersi della tensione fra i liberali religiosi e i conservatori; Channing decise di assumere una posizione moderata evitando ogni estremismo. Nel 1809 venne eletto fellow dell'American Academy of Arts and Sciences.
Nel 1815 Channing si trovò impegnato in un acceso dibattito con Samuel Worcester circa i principi che avrebbe dovuto seguire l'unitarianismo. Infatti, nel giugno dello stesso anno, apparve, sul mensile The Panoplist, una recensione sull'unitarismo americano di Jeremiah Evarts precedentemente apparsa in un pamphlet dal titolo American Unitarianism; or a Brief History of the Progress and Present State of the Unitarian Churches of America. Entrambi i teologi seguivano una linea di pensiero differente (Channing si era dichiarato contrario ai principi di Evarts), al che iniziarono un vivo scambio di opinioni.
Nonostante seguisse una posizione moderata, dopo tredici anni di presenza presso la Federal Street Church di Boston, Channing divenne il principale portavoce dell'unitarismo. Egli fu invitato a tornare nel sud del Maryland per predicare il sermone di ordinazione di Jared Sparks, futuro educatore e teologo riconosciuto per essere stato il primo ministro di una congregazione indipendente (First Independent Church of Baltimore) che verrà rinominata, nel 1935, First Unitarian Church of Baltimore. Il cosiddetto "sermone di Baltimora" fu tenuto il mercoledì 5 maggio 1819 ed era intitolato "Unitarian Christianity". In esso venivano riportati i principi distintivi del nascente movimento unitario, fra cui il rifiuto della Trinità. Altri concetti importanti che emersero durante tale evento erano la credenza nella bontà umana e la sottomissione delle idee teologiche alla luce della ragione.
Nel 1828, Channing tenne un altro noto sermone di ordinazione, soprannominato "Somiglianza con Dio". L'idea del potenziale umano di essere come Dio, che Channing sosteneva come radicata saldamente nelle Scritture, fu ritenuta una forma di eresia dall'establishment religioso calvinista del tempo. È in questo contesto che Channing sostenne per la prima volta la possibilità della rivelazione attraverso la ragione piuttosto che esclusivamente dalle Scritture. L'American Philosophy: An Encyclopedia asserisce che Channing fosse fra coloro che "adottarono un approccio più panteista o pandeista rifiutando le opinioni di Dio come separate dal mondo".
Anche alla fine della sua vita, Channing sostenne la credenza non sociniana della preesistenza di Cristo:
(Boston, 31 marzo 1832)

### Ultimi anni di vita
Sebbene non fosse un fervente abolizionista e fosse stato talvolta definito da alcuni un "razzista romantico", verso gli ultimi decenni della sua esistenza, Channing affrontò il tema della schiavitù come conferma il suo libro Slavery (1835). Channing condivideva l'idea diffusa che gli schiavi afroamericani fossero inferiori e che, una volta liberati, avrebbero avuto bisogno di essere tenuti sotto sorveglianza. I sorveglianti (in gran parte ex padroni degli schiavi) sarebbero stati necessari affinché gli ex schiavi non venissero meno ai loro doveri. Inoltre, Channing non si alleò con gli abolizionisti perché non era d'accordo con il loro modus operandi e sosteneva che le associazioni di volontariato limitassero l'autonomia degli individui. Pertanto mantenne spesso le distanze dalle organizzazioni e dai movimenti di riforma. Le sue posizioni non estremiste, così come la sua eloquenza e influenza religiosa lo resero inviso agli occhi di molti radicali. Channing ebbe un'enorme influenza sulla vita religiosa (e sociale) del New England e dell'America durante il diciannovesimo secolo.
Verso la fine della sua vita, Channing divenne favorevole all'abolizionismo immediato. Egli maturò la sua visione dell'abolizionismo soprattutto grazie al successo dell'abolizione delle Indie occidentali britanniche nel 1834 e dall'assenza dell'atteso sconvolgimento sociale ed economico nei Caraibi post-emancipati.
Nei suoi scritti, Channing si focalizzò molto sulla nuova letteratura nazionale emergente degli Stati Uniti, affermando che essa fosse "l'espressione della mente di una nazione per iscritto" così come "la concentrazione dell'intelletto allo scopo di diffondersi all'estero e moltiplicare la sua energia".

### Morte

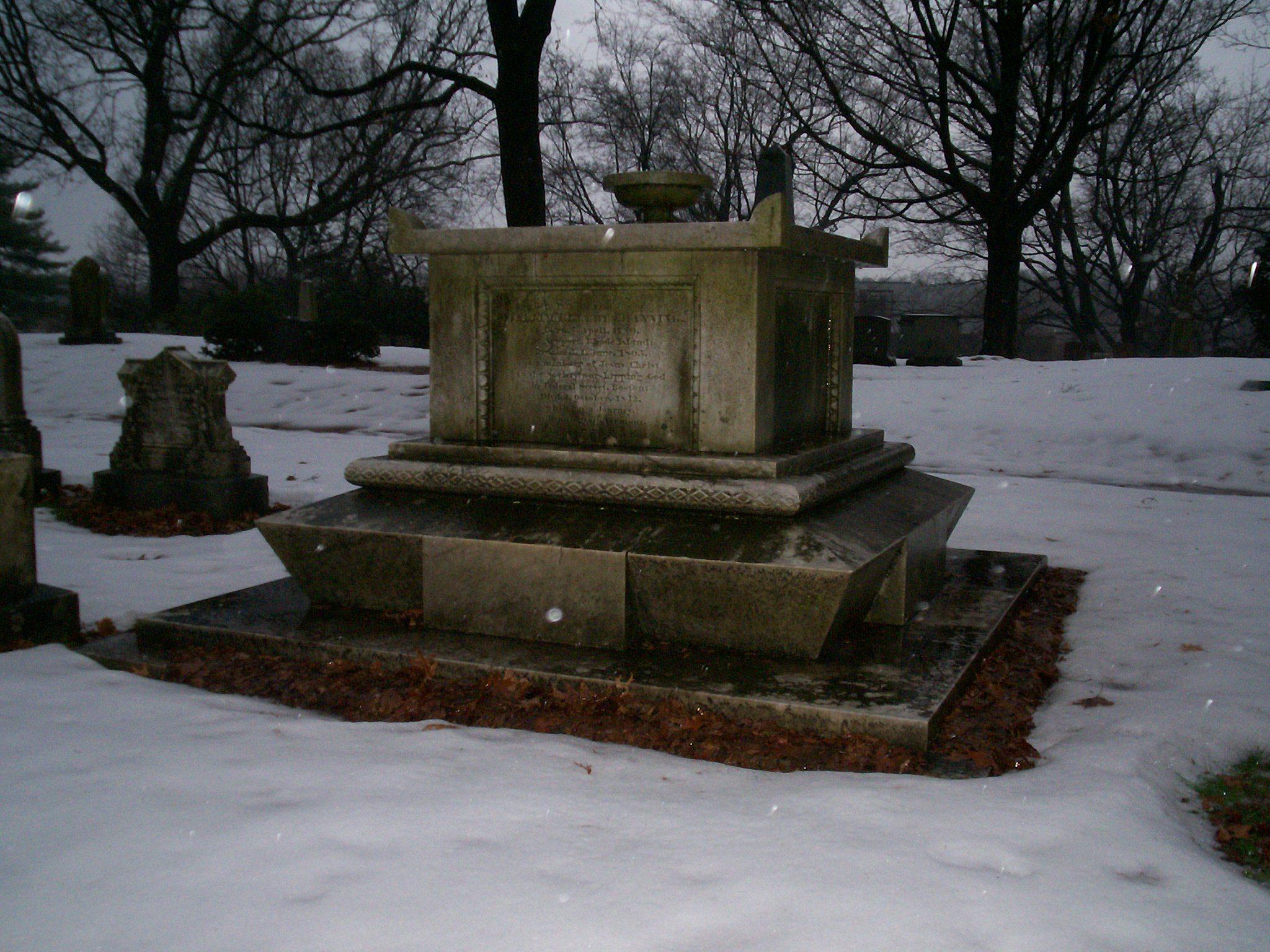
Tomba di Channing nel Mount Auburn Cemetery

Channing morì a Old Bennington, nel Vermont, ove gli venne dedicato un cenotafio. È sepolto nel Mount Auburn Cemetery, a Cambridge, nel Massachusetts.

## Opere (elenco parziale)
- 1826 – The Christian Examiner of Remarks on the Character and Writings of John Milton
- 1828 – Analysis of the character of Napoleon Bonaparte
- 1829 – Essay on the Character and Writings of Fénelon
- 1835 – Slavery
- 1899 – The works (postumo)